# Lista dos deputados provinciais da 19.ª legislatura de Santa Catarina
Lista dos deputados provinciais de Santa Catarina - 19ª legislatura (1872 — 1873).
| Nº | Deputado                          |
| -- | --------------------------------- |
| 1  | Joaquim Elói de Medeiros          |
| 2  | José Maria da Luz                 |
| 3  | Tomás Pedro de Bittencourt Cotrim |
| 4  | Vidal Pedro de Morais             |
| 5  | José Ferreira de Melo             |
| 6  | Martinho Domiense Pinto Braga     |
| 7  | Cândido Alfredo de Amorim Caldas  |
| 8  | Manuel da Silva Mafra             |
| 9  | Alexandre Francisco da Costa      |
| 10 | Manuel José de Oliveira           |
| 11 | João José Pinheiro                |
| 12 | Manuel José de Sousa Conceição    |
| 13 | Luís Ferreira do Nascimento Melo  |
| 14 |                                   |
| 15 |                                   |
| 16 |                                   |
| 17 |                                   |
| 18 |                                   |
| 19 |                                   |
| 20 |                                   |